# Земляний Яр
Земляний Яр — село (до 2012 року — селище) в Україні, у Вовчанській міській громаді Чугуївського району Харківської області. До 2020 було підпорядковане Білоколодязькій селищній раді. Населення становить 223 осіб.

## Географія
Село Земляний Яр знаходиться біля балок Земляний Яр і Гадючий Яр, поруч урочище Іванівка, за 5 км залізнична станція Гарбузівка, за 6 км проходить автомобільна дорога Т 2104.

## Історія
12 червня 2020 року, відповідно до Розпорядження Кабінету Міністрів України  № 725-р «Про визначення адміністративних центрів та затвердження територій територіальних громад Харківської області», увійшло до складу Вовчанської міської громади.
19 липня 2020 року, в результаті адміністративно-територіальної реформи та ліквідації Вовчанського району, село увійшло до складу Чугуївського району.

## Населення

### Мова
Розподіл населення за рідною мовою за даними перепису 2001 року:
| Мова       | Відсоток |
| ---------- | -------- |
| українська | 98,21%   |
| російська  | 1,79%    |